# Centrepoint
Centrepoint é uma instituição de caridade do Reino Unido que tem como objetivo melhorar as vidas de excluídos da sociedade e de jovens sem-teto.

## Ligação externa
- Centrepoint (em inglês)